# Kevin Macdonald
Kevin Macdonald, född 28 oktober 1967 i Glasgow, Skottland, är en brittisk regissör.

## Filmografi
- 2009 – State of Play